# Thomas Cannon
Thomas Cannon fue un posible colaborador literario de John Cleland, autor de Fanny Hill, además de ser el escritor de lo que podría ser la primera defensa de la homosexualidad en inglés, Ancient and Modern Pederasty Investigated and Exemplify'd (1749; «Pederastía antigua y moderna investigada y ejemplificada»).
Hijo de un deán de la catedral de Lincoln, Cannon tuvo una seria pelea con Cleland, que indirectamente llevó a su juicio. En 1748, Cleland fue enviado a prisión por no pagar sus deudas a Cannon y a otro hombre. Fue durante esa estancia en prisión que Cleland escribió Fanny Hill. Poco antes de que apareciera el segundo volumen, Cannon presentó una queja contra Cleland, afirmando que ahora estaba enviando cartas anónimas con acusaciones abusivas y calumniadoras. Cleland acusó a Cannon de intento de asesinato y de ser homosexual.
Pocas semanas después, Cannon editó Ancient & Modern Pederasty (1749; «Pederastía antigua y moderna»). A pesar de que trataba un tema ilegal, el panfleto puede que nunca hubiese llamado la atención de las autoridades su no hubiese sido por un enconado Cleland, que, después de salir de la cárcel, fue arrestado de nuevo en 1749 por obscenidad por Fanny Hill. Cleland, como venganza, escribió al abogado del duque de Newcastle, llamando la atención sobre el escrito de Cannon. La carta provocó una nota de Newcastle al fiscal general, solicitando que se persiguiese judicialmente a Cannon. 
Cannon y su impresor fueron arrestados, pero liberados bajo fianza de 400 libras cada uno. Cannon huyó al extranjero durante tres años. El impresor fue a juicio, declarado culpable y multado, encarcelado por un mes y torturado públicamente en la picota. 
La madre de Cannon solicitó con éxito al duque de Newcastle que restirase los cargos contra su hijo, afirmando que se había arrepentido y que deseaba volver a Inglaterra no solo por necesidades financieras, sino para publicar una revocación o retracción del panfleto original. El tal texto nunca fue editado. Después de volver a Inglaterra, Cannon vivió tranquilamente en Windsor con su madre y sus hermanas, y nunca volvió a la vida pública.
No parecen haber sobrevivido ninguno de los panfletos de Cannon. El texto se creía perdido hasta 2003, cuando lo que parece ser la mayor parte de la obra fue descubierto como citas extraídas en el juicio original contra el impresor, que sobrevivió en los archivos del King's Bench. El texto fue finalmente publicado en la revista Eighteenth-Century Life en 2007.
Lo que queda de Ancient and Modern Pederasty Investigated and Exemplify'd muestra que más que ser un tratado seco, es una antología divertida y chismosa de la defensa de la homosexualidad, escrita con un obvio entusiasmo por el tema. Contiene la frase: «Deseo antinatural es una contradicción de términos; una tontería total y absoluta. El deseo es el impulso amatorio de las partes más íntimas del ser humano: ¿no son, igual como sean y por lo tanto impulsen, naturaleza?»